# Höganäs gymnastikförening
Höganäs gymnastikförening (förkortat HGF) grundades 1896 och är därmed en av Sveriges äldsta gymnastikföreningar. Den har blivit en dominerande idrottsförening i Höganäs och har över 550 medlemmar. HGF tävlar i AG-gymnastik och truppgymnastik och hopprep. På AG-sidan har föreningen varit representerad i landslaget. På truppsidan erövrade föreningens juniorelittrupp guldmedaljen i junior-SM i december 2010. Föreningen startade med hopprep 2010 och har sedan dess tävlat både nationellt och internationellt, från nybörjartävlingen Vikingahoppet till VM. 